# Jääjärvi (sjö i Finland)
Jääjärvi är en sjö i Finland. Den ligger i kommunen Enare i landskapet Lappland, i den norra delen av landet, 1 100 km norr om huvudstaden Helsingfors. Jääjärvi ligger 91,7 meter över havet. Arean är 1,02 kvadratkilometer och strandlinjen är 15,09 kilometer lång. Sjön  ingår i Neidenälvens huvudavrinningsområde. 